# Conilhac-de-la-Montagne

Conilhac-de-la-Montagne este o comună în departamentul Aude din sudul Franței. În 1 ianuarie 2018 avea o populație de 67 de locuitori.